# ديفيد بي. دوتي
ديفيد بي. دوتي (بالإنجليزية: David B. Doty)‏ هو ملحن أمريكي، ولد في 1950.

## وصلات خارجية
- الموقع الرسمي